# إليوتيريو سانشيز
إليوتيريو سانشيز (بالإسبانية: Eleuterio Sánchez Rodríguez)‏ هو كاتب إسباني، ولد في 1942 في سلامنكا في إسبانيا.

## وصلات خارجية
- إليوتيريو سانشيز على موقع IMDb (الإنجليزية)
- إليوتيريو سانشيز على موقع قاعدة بيانات الفيلم (الإنجليزية)